# リディア・チェプクルイ
リディア・トゥム・チェプクルイ（Lydiah Tum Chepkurui、1984年8月23日 - ）は、ケニアの陸上競技選手。専門は3000メートル障害。自己ベストは9分12秒55（2013年）。

## 経歴
チェプクルイの初期の成績は、陸上競技選手として相対的にレベルの低いものであった。2006年のケニア警察選手権（Kenyan Police Championships）で800mに出場し、2分16秒4で3位に入賞した。 2010年にはアフリカ選手権に七種競技の代表として出場、最終種目の800mで2分15秒40（877点）をマーク、フィールド種目でも自己ベストを出すも、100mハードルが20秒76（242点）、砲丸投が6m83（324点）と国際標準からすると劣っていたため、最終成績は3676点で出場選手中最下位に沈んだ。
2011年、チェプクルイは3000m障害に転向し、初めて国際水準に達した。同年中に9分30秒73まで記録を向上させ、ロンドングランプリを5位で、アフリカ競技大会を4位で競技を終えた。翌2012年のロンドンオリンピックにはケニア代表の選考会で6位だったため出場は叶わなかったものの、2012年IAAFダイヤモンドリーグサーキットは好成績を上げた。上海ゴールデングランプリで3位、ビスレットゲームズで5位、ミーティングアレヴァで準優勝、ヴェルトクラッセチューリッヒとDNガランで4位になったのである。2012年シーズンの自己ベスト9分14秒98はストックホルムで記録し、同年の世界第8位の成績を収めた。
世界レベルの主要大会での初優勝は2013年5月のカタールスーパーグランプリで、自己ベストとなる9分13秒75をマークし、オリンピックでメダルを獲得したことのあるハビバ・グリビ、ソフィア・アセファ、ミルカ・チェモス・チェイワといった強力な選手に打ち勝った。世界選手権ではチェモスに敗れたものの、9分12秒55の自己新記録で銀メダルを獲得した。